# Aeroportul Jackson Hole
Aeroportul Jackson Hole (IATA: JAC, ICAO: KJAC, FAA LID: JAC) este un aeroport din Wyoming, Statele Unite ale Americii ce deservește zona Jackson. Aeroportul a fost tranzitat în 2023 de 986.000 de pasageri. A fost deschis în octombrie 1941 și numit după zona deservită.
Situat la o altitudine de 1.966 m, aeroportul dispune de 1 pistă.

## Infrastructură

### Piste
Aeroportul dispune de o singură pistă. Pista 01/19 are suprafața de asfalt și dimensiunile 6.300 picioare × 150 picioare. 